# Черёмуха Максимовича
Черёмуха Максимовича (лат. Prúnus maximowiczii) — вид деревьев рода Слива (Prunus) семейства Розовые (Rosaceae). Видовой эпитет дан в честь Карла Максимовича.

## Ботаническое описание
Дерево с раскидистой яйцеобразной кроной и тёмно-серой шершавой корой, вырастает до 7 м в высоту. Яйцевидно-конические почки, имеющие размеры 4 на 1,5 мм, покрыты коричневыми чешуйками, наружные чешуйки покрыты рыжими трихомами.
Листья
Форма резко заостряющихся к вершине листьев эллиптическая или обратнояйцевидная, размер 4—9 см на 2—5 см. Основание клиновидное, иногда закругленное. Края крупнотроякозубчатые или крупнодвоякозубчатые, на верхушках зубчиков коричневые узкие эллипсоидальными желёзки с рассеянными с адаксиальной (верхней) стороны листа короткими трихомами, наиболее заметными вдоль главной жилки. Абаксиальная (нижняя) сторона листьев вдоль жилок волосков не имеет. Опушенный белыми длинными волосками черешок имеет длину 1—1,5 см. Прилистники ланцетно-линейные, длиной около 5 см, с каждой стороны имеется несколько железистых зубцов.
Цветки
Цветки собраны в соцветия в виде кисти 3—9. Длина кисти может достигать 8 см. Главная ось, цветоножка, гипантий и чашелистики густо покрыты длинными белыми, направленными кверху, трихомами. Прицветнички неопадающие, нижние, сидячие, имеют зелёный цвет, форму от яйцевидной до обратнояйцевидной, размер 5 мм на 3 мм, покрыты разбросанными белыми волосками, у основания густо. Края зубчатые, иногда только вверху, зубцы нередко с узкими эллиптическими коричневыми крупными железками на верхушках. Белые или желтовато-белые лепестки яйцевидной формы, с ноготком, размером 6—8 мм на 3—5 мм. Чашелистики овально-треугольной формы, с железисто-зубчатыми краями. Размер цветоножки до 2 см.
Плоды
Плод — чёрная, горькая костянка яйцевидно-округлой формы, размер 8 мм на 6 мм, семя — яйцевидно-округлая косточка с сетчатой поверхностью, размер 6 мм на 5 мм.
Период цветения — конец мая — начало июня, период плодоношения — сентябрь.

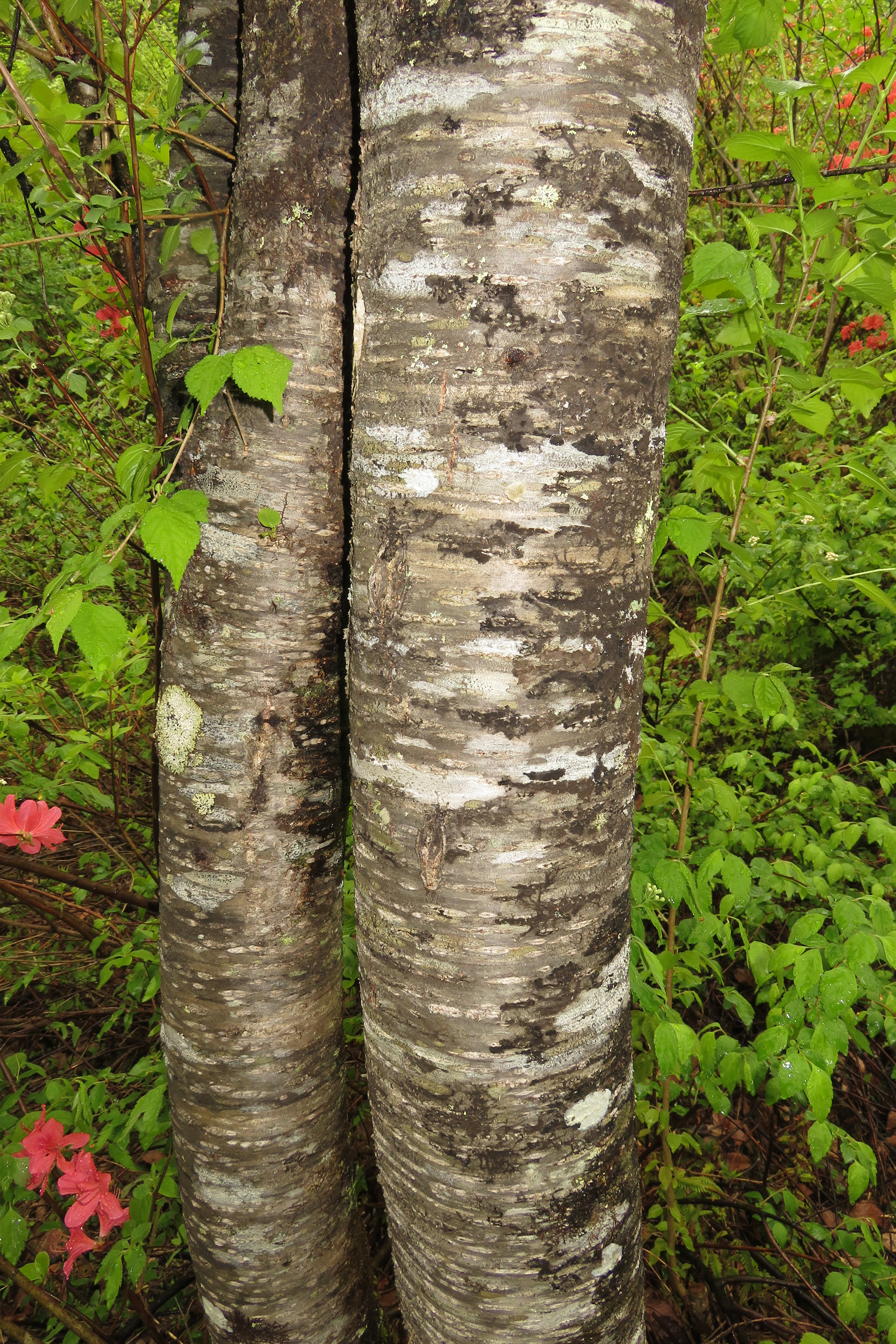
Ствол
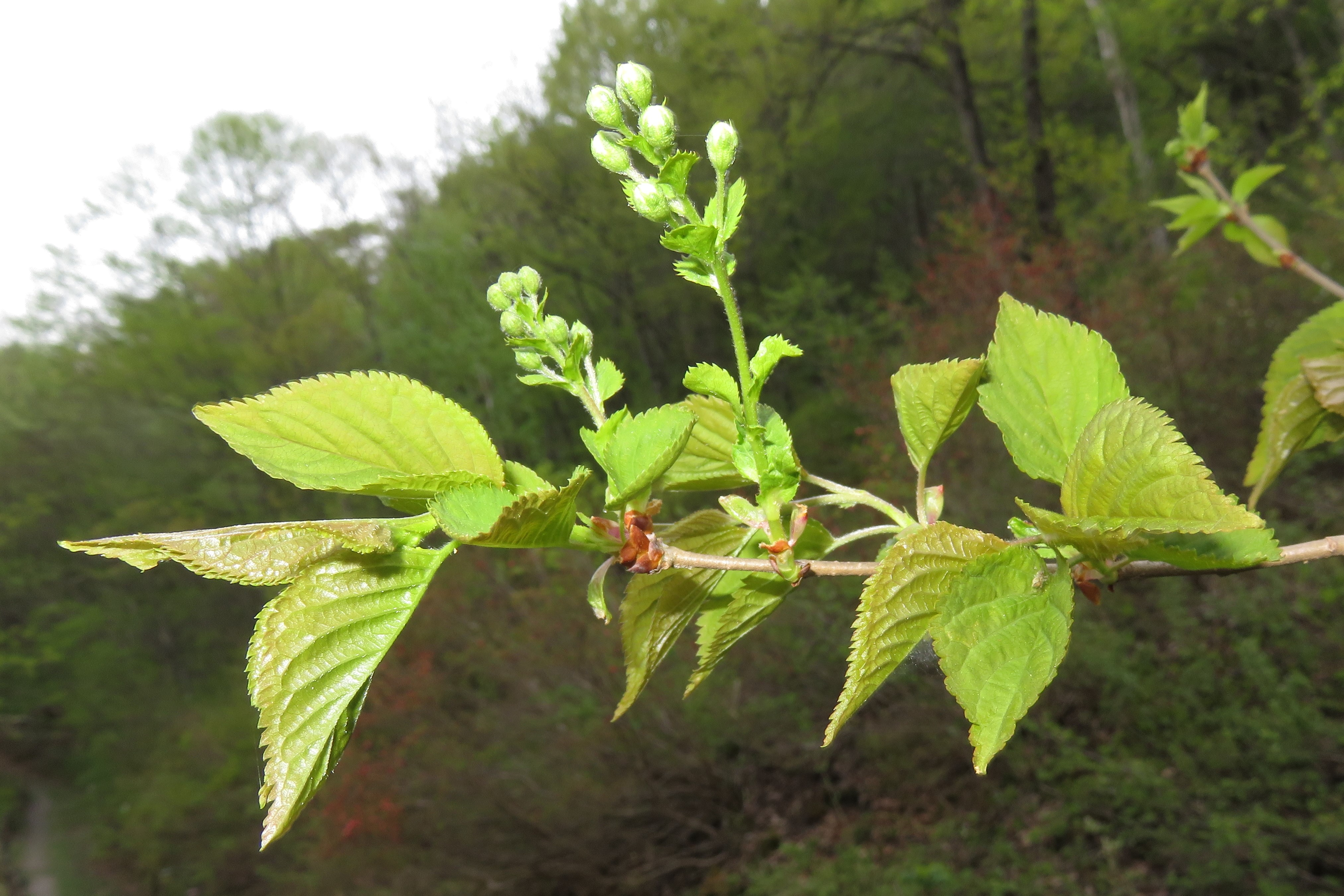
Ветвь
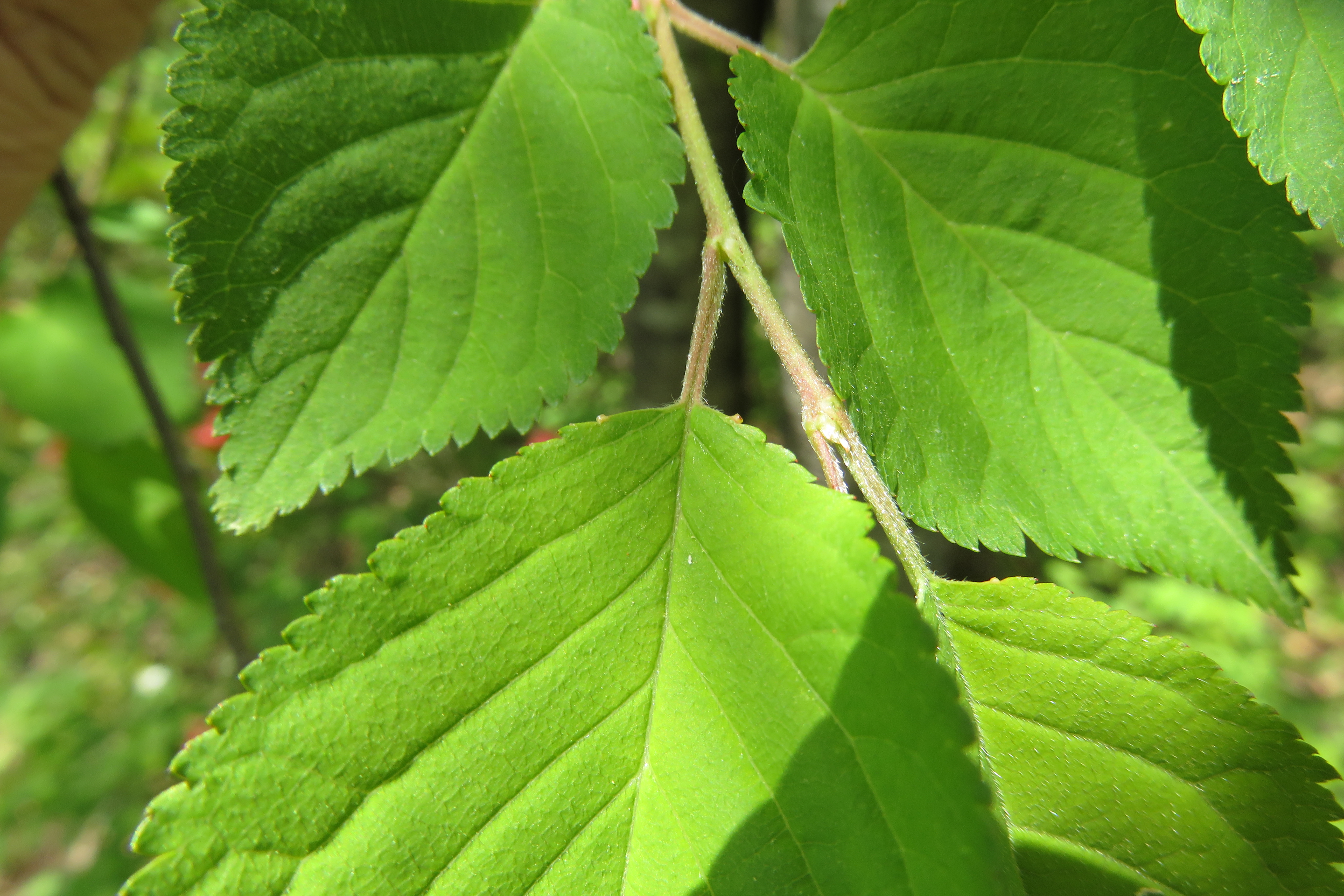
Листья
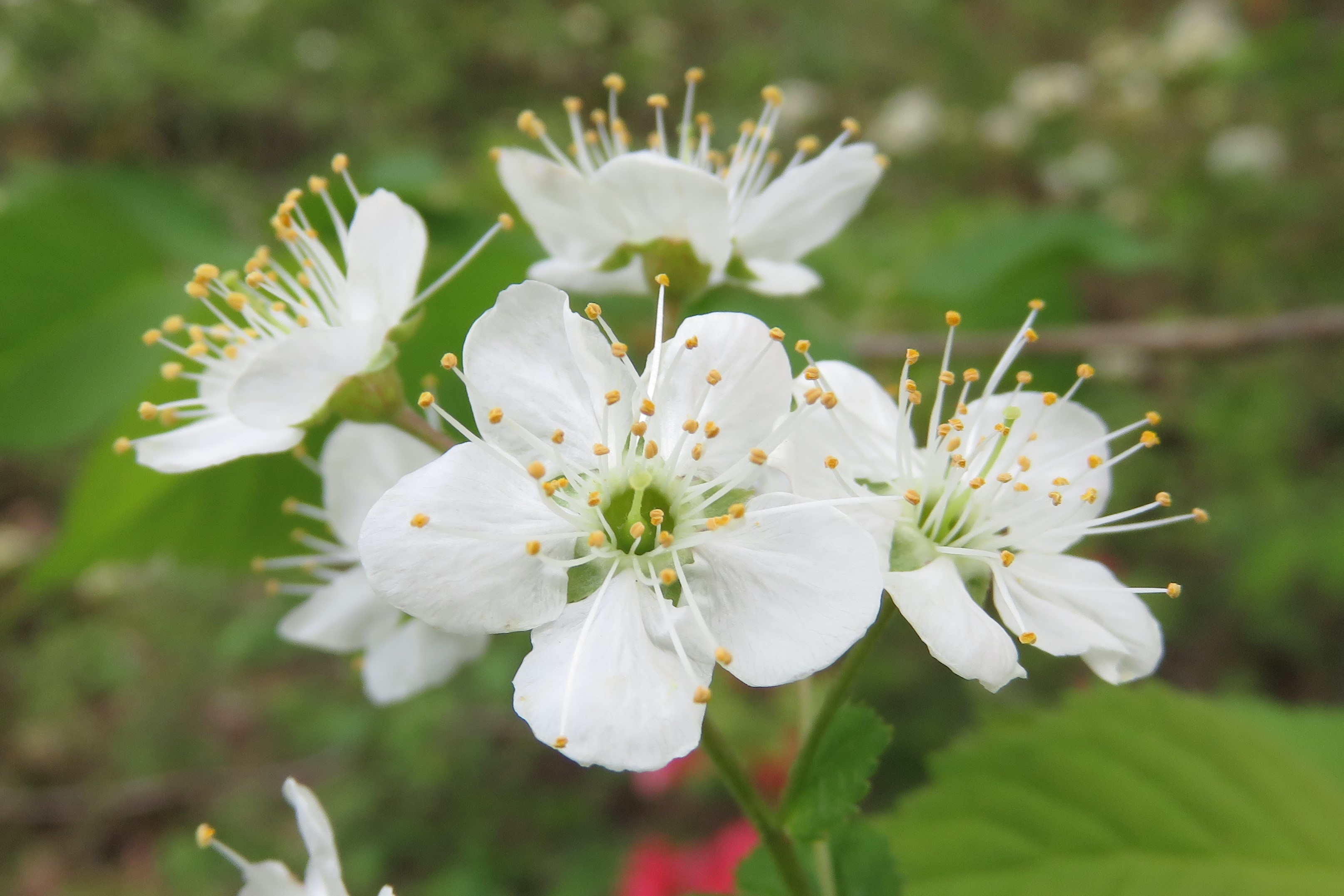
Цветки
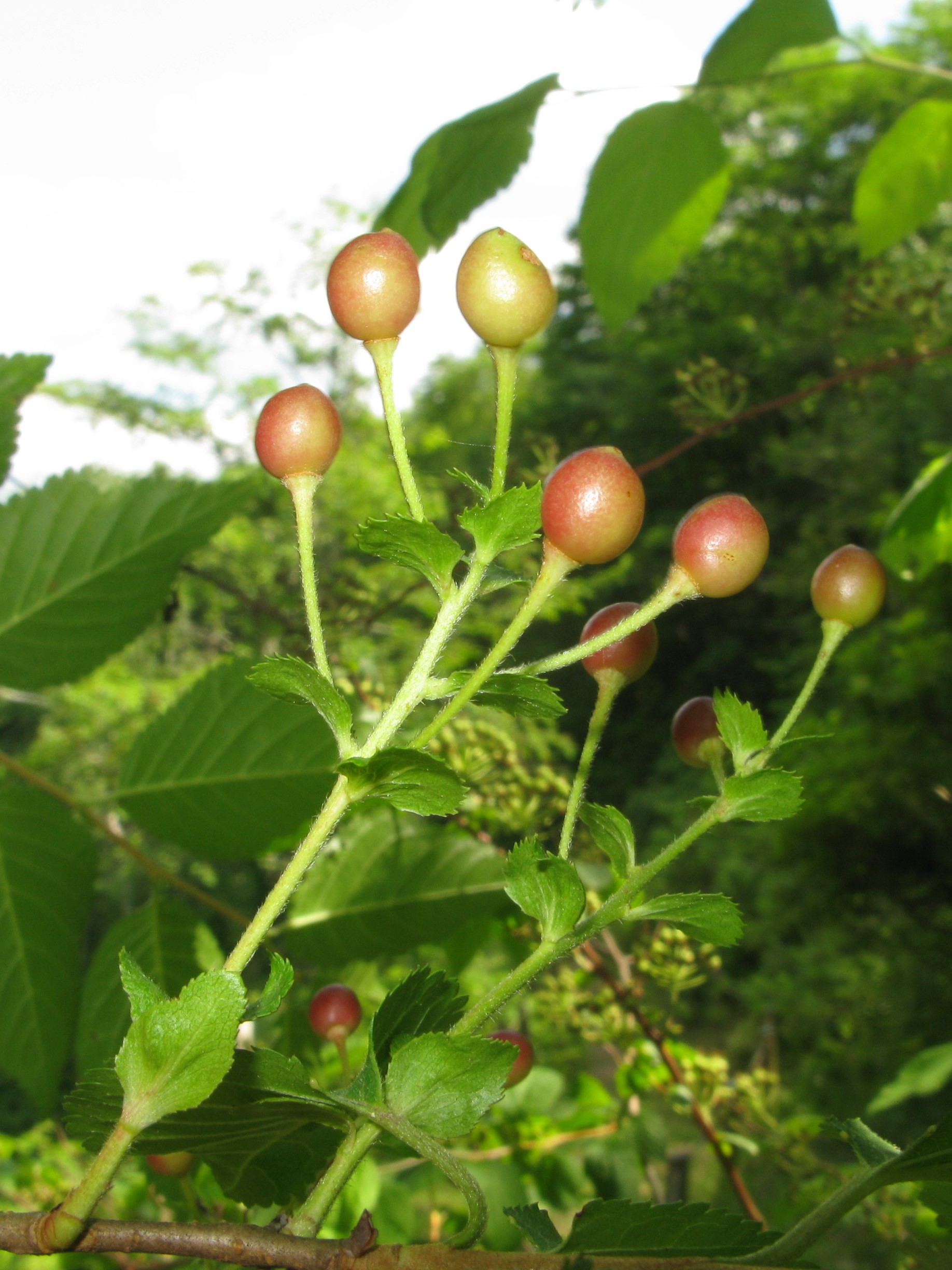
Плоды

## Распространение и экология
Ареал включает в себя северокитайские провинции Хэйлунцзян, Гирин, Ляонин, Чжэцзян; японские острова Хоккайдо, Хонсю, Кюсю; Корею. В России произрастает на территории Приморского и Хабаровского края (юго-восточные районы), на Сахалине и Курильских островах (Шикотан, Итуруп, Кунашир).
Произрастает преимущественно в горных лесах, может встречаться в травянистых и кустарниковых зарослях. Почвы предпочитает перегнойно-карбонатные. Растёт единично и небольшими группами до 5—10 деревьев, чаще как порода 2 и 3 яруса. Вверх поднимается до 700—800 м.

## Значение и применение
Отличный весенний медонос и пыльценос. Цветки выделяют много нектара, который видно невооружённым глазом. Нектар заполняет всё цветоложе вокруг завязи. Пчёлы охотно посещают цветки и собирают нектар и пыльцу. При определении продуктивности нектара одним цветком в кедрово-широколиственном лесу Анучинского района содержалось 1,012—1,175 мг сахара. В утренние часы нектара выделялось больше. Пчёлами посещается на протяжении всего дня, но наиболее интенсивно утром. Продуктивность мёда условно чистыми насаждениями 120—200 кг/га. Массы пыльников 2,8—4,8 мг, пыльцевая продуктивность 0,9—1,6 мг. Пыльца жёлтая, мелкая.
Древесина годится на различные поделки.
Культивируется с 1890 года как декоративное растение благодаря ярко-зелёной окраске листвы в летний период и пурпурной во время осени.
Несъедобные плоды могут использоваться для получения тёмно-фиолетовых красителей.

## Синонимы
У научного названия вида существуют следующие признанные синонимы:
- Cerasus maximowiczii (Rupr.) Kom. in Kom. & Klob., 1932
- Padellus maximowiczii (Rupr.) G.V. Eremin & A.A. Yushev, 1986
- Padus maximowiczii (Rupr.) Sokolov, 1954 — вишня Максимовича
- Prunus bracteata Franch. & Sav., 1878
- Prunus maximowiczii var. gymnopus Honda
- Prunus maximowiczii f. rotundifolia Koji Ito
- Prunus meyeri Rehder, 1920